# Amor lliure

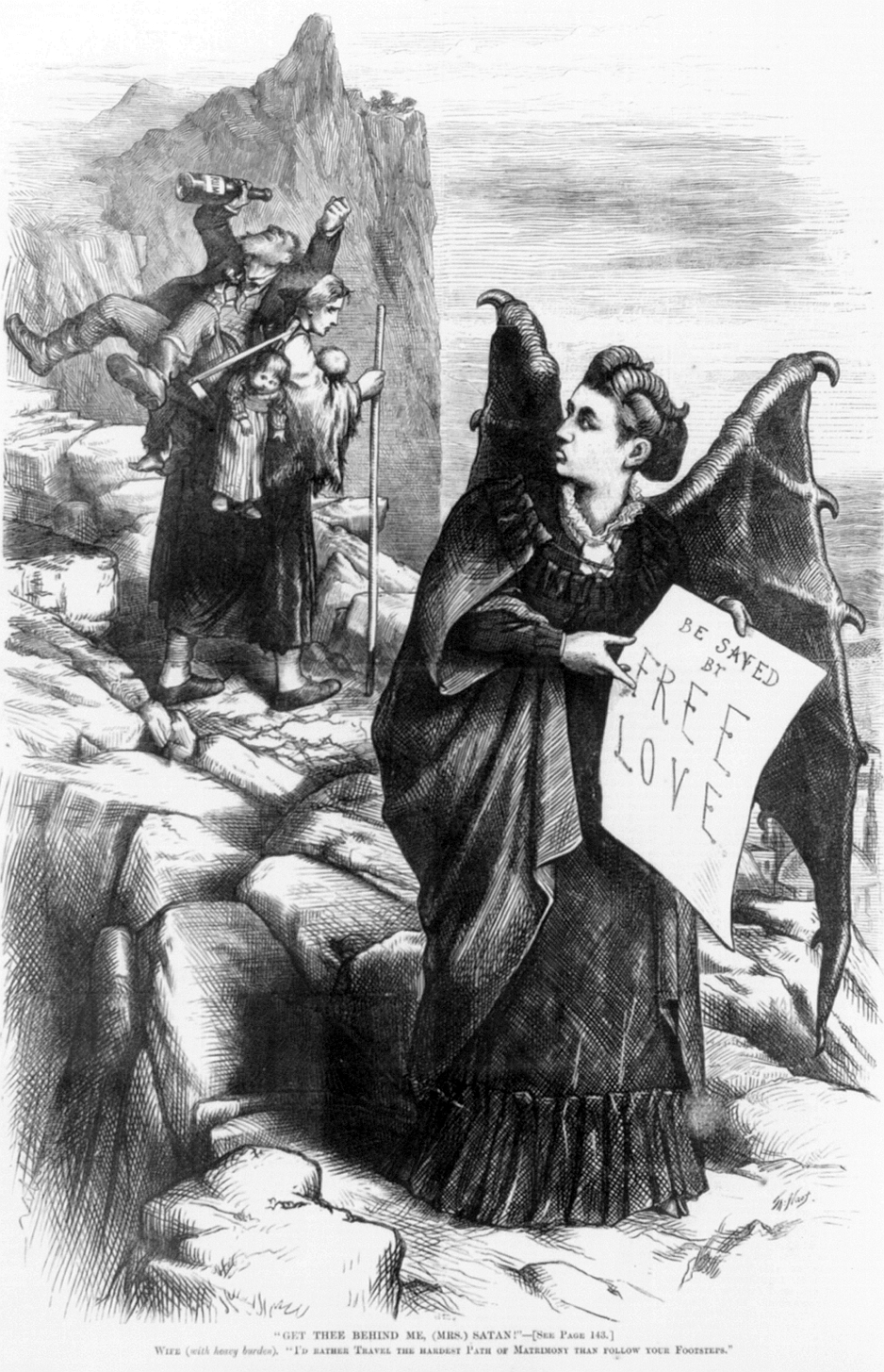
Caricatura feta per Thomas Nast de Victoria Woodhull com a defensora de l'amor lliure.

Amor lliure (també conegut com a unió lliure o unió de fet) és un concepte que sorgeix a la meitat del segle xix. És una crida per alliberar l'afecte i deslliurar-lo d'institucions, sagraments, pecat, imposicions familiars, contractes econòmics, dominació de gènere, domesticitat i de domesticació. Per fer-lo possible, cal igualtat social i emancipació.
Forma part de la ideologia de l'anarquisme, encara que també va tenir defensors eixits d'altres camps ideològics. Segons la concepció anarquista, tot acord lliure entre persones adultes és un compromís legítim que ha de ser respectat pels qui el subscriuen, així com per tercers, de manera que les relacions sentimentals o sexuals no necessiten cap permís o autorització expressa de l'estat, ni de la societat, ni de la família, ni cap compromís religiós. El debat entre als aficionats de l'amor lliure i les tendències ascètiques ja té antecedents documentats a l'època romana.
La llibertat de l'amor lliure es fonamenta en la sobirania individual i l'associació voluntària, per la qual cosa, a més de la unió lliure, inclou l'elecció lliure de parella, l'exercici del plaer sexual, l'afecte, el respecte mutu i la sinceritat entre ambdues parts.
| «                                                       | Els sexes s'atreuen mútuament, es busquen naturalment, normalment: aquest és el fet original, primordial, la base fonamental de les relacions entre les dues meitats del gènere humà. D'altra banda, és una bogeria voler reduir l'amor a una equació o limitar-lo a una forma única d'expressió. Aquells que ho van intentar es van adonar ben aviat que havien equivocat el camí. L'experiència amorosa no coneix fronteres. Varia d'individu a individu. | » |
| — Émile Armand; La vida sensual, la companyonia amorosa | |   |

Actualment es troba promogut, però no exclusivament, en sectors llibertaris i, històricament, també es pot trobar en la concepció liberal, feminista i socialista, entre d'altres. Des de la dècada del 1950, es va associar amb la contracultura i, particularment a la dècada del 1960, amb la Generació Beat i el moviment hippie.
Aquesta concepció xoca amb l'estructura del dret civil convencional, és a dir, amb el matrimoni d'ordre públic, perquè es considera que aquest no és altra cosa que un contracte que es realitza per establir drets i obligacions per part d'un tercer, però l'amor lliure rebutja aquesta figura jurídica, ja que considera que l'amor és un compromís mutu o un contracte voluntari entre les parts en què són aquestes les que exclusivament estableixen els seus propis drets i obligacions, sense ingerència de l'Església i sense regulació de l'estat. Davant del dret estatal o públic, l'amor lliure anteposa el dret commutatiu i privat, és a dir, determinat particular i lliurement entre les parts.
| «              | Certes desil·lusions i certs disgustos serien estalviats si alguns fets de la vida, en comptes de ser considerats definitius, apareguessin com a temporals, modificables, revisables: essencialment variables. Això que s'accepta ja des del punt de vista científic, intel·lectual, des de tots els punts de vista, no sabem per què no es pot acceptar des del punt de vista sentimental, afectiu o sexual. | » |
| — Émile Armand | |   |

## Confusions i prejudicis
L'amor lliure ha arribat a confondre's moltes vegades amb l'absència de qualsevol responsabilitat o compromís en l'amor i en les relacions sexuals. El que s'emfatitza en les diferents concepcions d'amor lliure és que les relacions amoroses o sexuals han de ser lliures i, per tant, responsables, és a dir, preses en un estat de consciència.
En uns casos, designa una forma de convivència voluntària basada en la sinceritat i el respecte mutus, tant si es tracta d'una relació a curt com a llarg termini. La trobada sexual ocasional, sempre que sigui consensuada i responsable, també encaixa dins d'aquesta visió.
Considerem una visió anarquista sobre el tema:
| «                                                     | Contra el matrimoni per compulsió, hem aixecat la bandera de la unió lliure. Estem convençuts que en abolir el matrimoni religiós, civil i jurídic, restaurem la vida, la realitat i la moralitat del matrimoni natural basat exclusivament sobre el respecte humà i la llibertat de dues persones: un home i una dona que s'estimen. Estem convençuts que en reconèixer la llibertat de tots dos cònjuges a separar-se quan ho desitgin, sense necessitat de demanar el permís de ningú per a això -i en negar de la mateixa manera la necessitat de qualsevol permís per unir-se en matrimoni, i rebutjar en general la interferència de qualsevol autoritat en aquesta unió- els unim més l'un a l'altre. I estem convençuts també, que quan ja no hi hagi entre nosaltres el poder coercitiu de l'estat per forçar els individus, associacions, comunes, províncies i regions a conviure en contra de la seva voluntat, hi haurà entre tots una unió molt més estreta, una unitat més viva, real i poderosa que la imposada per l'aclaparador poder estatal. | » |
| — Mikhaïl Bakunin; La dona, el matrimoni i la família | |   |

En la primera meitat del segle xx van destacar també altres autors per la defensa de l'amor lliure. Per exemple, des del camp de la filosofia i l'ètica, Bertrand Russell. En el seu llibre Marriage and morals, publicat el 1929, questionava la moral victoriana. i considerava que l'amor lliure no tenia res a veure amb la relaxació moral, ni amb la relaxació sexual. Sinó que, fins i tot, es podia afirmar que era més moral que l'amor no lliure o el rígidament institucionalitzat. Atès que es tractava d'un compromís lliurament adquirit per les persones que vivien en estat matrimonial sense estar formalment casades. Un altre autor remarcable, des del vessant de l'antropologia, Bronislaw Malinowski. En les seves descripcions dels habitants de les illes de Trobriand, a Nova Guinea, mostrà que la plena llibertat sexual era compatible, i, fins i tot, conduïa vers la felicitat i el bon ajustament social.

## Amor lliure, promiscuïtat i celibat
D'altra banda, l'amor lliure ha estat identificat erròniament amb la promiscuïtat. Aquest prejudici ha existit des del segle xix quan era defensat per liberals, anarquistes i marxistes i gent dins de la bohèmia o cercles artístics d'avantguarda. Fa algunes dècades, aquest prejudici es va renovar associat amb la consigna del moviment hippie l'«amor lliure» que solia ajuntar confusament en un mateix grup la promiscuïtat de la moda juvenil amb les trobades sexuals lliures responsables, això sumat als comportaments que se'ls han atribuït als hippys en l'imaginari o estereotip popular.
| «              | Quan els (anarquistes) reivindiquen la llibertat sexual, què volen dir? És la "llibertat de la violació" o de la depravació que reclamen? ¿Aspiren a l'extermini del sentiment en matèria amorosa, a la desaparició de la tendresa o l'afecte? ¿Glorifiquen, potser, la promiscuïtat inconscient o la satisfacció bestialment sexual? No, quan reclamen llibertat sexual volen senzillament que tot individu pugui disposar al seu gust i durant totes les circumstàncies de la seva vida sexual -segons el temperament, sentiment o raó pròpies-. Atenció: la seva vida sexual, que no implica la dels altres. No reclamen, tampoc, una llibertat sexual aliena a l'educació sexual. Creuen per contra que, gradualment, en el període que precedeix a la pubertat, l'ésser humà no ha d'ignorar res del que fa a la vida sexual -en altres paraules: l'atracció ineluctable dels sexes-, sigui considerada des del punt de vista sentimental, emocional o fisiològic. | » |
| — Émile Armand | |   |

D'altra banda, l'amor lliure tampoc no nega l'opció personal de comportaments que puguin ser vistos per d'altres com de promiscuïtat, sempre que la persona que entri en aquest comportament tingui els seus contactes amb altres persones dins de marcs del respecte a la lliure elecció dels altres. En resum, els partidaris de l'amor lliure inclouen la promiscuïtat com a possibilitat legítima i fins i tot veuen amb respecte la lliure decisió cap al celibat o conductes austeres.

## Política
Les concepcions revolucionàries emmarcaven l'amor lliure com una cosa necessària dins el canvi social de diverses formes. Les posicions d'amor lliure han estat especialment defensades dins de l'anarquisme i en algun grau en el liberalisme i el socialisme per dones feministes, encara que també per molts homes. Això no ha de deixar de prendre en compte que persones més conservadores dins d'aquests moviments tenien els prejudicis que l'amor lliure implicava promiscuïtat o distracció de les activitats organitzatives per deixar-se portar pels instints, així com pel risc d'oblidar que la lluita primordial era política.
Dins de l'anarquisme, podem destacar els assaigs i l'acció de dones anarquistes com Emma Goldman o Voltairine de Cleyre. Dins del marxisme, hi ha els escrits d'Aleksandra Kol·lontai, que va ser una important dirigent dins del Partit Bolxevic quan va assumir el poder de l'estat en la naixent Unió Soviètica.

## Beatniks,hippys, feministes i LGBT
Aquesta concepció de les relacions amoroses va tenir certa influència sobre la generació beat, en la dècada del 1950, i sobre la subcultura del moviment hippie. És així com, en alguns cercles, el concepte d'amor lliure s'ha arribat a associar principalment als hippys, encara que aquest hagi existit des de fa molt de temps abans. Igualment va ser desenvolupat pel feminisme al pas del segle xix cap al segle xx i reprès pel moviment feminista a la dècada dels seixanta. També això va ocórrer en sectors dels moviments a favor dels drets dels gais, lesbianes, transgèneres i bisexuals.
Al segle xix, van ser influents en les visions sobre l'amor lliure els escrits de persones gais com el socialista Edward Carpenter, així com els de l'anarquista escocès John Henry Mackay, els quals defensaven especialment les relacions amoroses i sexuals entre parelles del mateix sexe. En forma més recent, hi ha la defensa de l'amor lliure i de les relacions entre persones del mateix sexe per part d'Allen Ginsberg, icona de la Generació Beat i del moviment hippie, i així també simpatitzant de l'anarquisme i de la New Left de la dècada del 1960, i figura important dins de la defensa dels drets LGBT al segle xx als Estats Units d'Amèrica.